# Savinienne Tourrette
Pour les articles homonymes, voir Tourrette et Tourette.
Savinienne Tourrette (Meaux, 1902 - Saint-Zacharie, 2002) est une graveuse et illustratrice française.

## Biographie
Savinienne Marie Albertine Tourrette naît à Meaux le 13 juillet 1902. Son père est professeur.
Elle étudie la gravure sur bois auprès de Jules Chadel, aux côtés de Germaine de Coster, avec qui elle collaborera longtemps. Elles ont ainsi notamment travaillé à l'illustration de l'édition de Jules Chadel de l'Évangile selon Luc.
Elle a été éditée par L'Estampe nouvelle et la Société de la gravure sur bois originale.
L'une de ses œuvres, le bois gravé Bretonnes au marché, est exposée au musée départemental breton de Quimper,.
Savinienne Tourrette meurt à Saint-Zacharie le 28 février 2002 à l'âge de 99 ans.